# Berberis petiolaris
Berberis petiolaris är en berberisväxtart som beskrevs av Nathaniel Wallich och George Don jr. Berberis petiolaris ingår i släktet berberisar, och familjen berberisväxter.

## Underarter
Arten delas in i följande underarter:
- B. p. extensa
- B. p. garhwalana